# روجر آيلز
روجر يوجين آيلز (بالإنجليزية: Roger Eugene Ailes) (15 مايو 1940 - 18 مايو 2017) مديراً تنفيذيًا ومستشارًا إعلاميًا للتلفزيون الأمريكي، والمدير التنفيذي لشكبة فوكس نيوز ومحطات فوكس التلفزيونية و التلفزيون العشرين، الذي استقال منها في يوليو 2016 بعد ادعاءات بالتحرش الجنسي من قبل 23 امرأة. كان آيلز مستشارًا إعلاميًا للرؤساء الجمهوريين ريتشارد نيكسون ورونالد ريغان وجورج إتش دبليو بوش ولحملة رودي جولياني الأولى لرئاسة البلدية. في عام 2016 أصبح مستشارًا لحملة دونالد ترامب الرئاسية، حيث ساعد في التحضير للمناظرة.

## نشأته
وُلِد آيلز ونشأ في مدينة وارن الصناعية بولاية أوهايو، لأم تدعى دونا ماري (سابقا كانينغهام) وأب يدعى روبرت يوجين آيلز، وكان يعمل مشرف صيانة في أحد المصانع. كان آيلز يُعاني من الهيموفيليا، وكان يُعالج في المستشفى كثيرًا في شبابه. التحق بمدارس مدينة وارن، ثم أُضيف لاحقًا إلى قاعة مشاهير خريجي مدرسة وارن جي هاردينج الثانوية. كان الممثل والكاتب المسرحي أوستن بندلتون صديق طفولة لآيلز.
كان والد آيلز أبًا متسلطًا وكان كثيرًا ما يسيء إليه جسديًا ولفظيًا، بينما ذكر آيلز لاحقًا أن والدته كانت تخشى إصابته بالهيموفيليا ولم تكن عاطفية جسديًا إلا "من حين لآخر".  انفصل والداه عام 1960؛ وعندما عاد إلى المنزل من الكلية لقضاء عطلة عيد الميلاد، أبلغاه أنه سيتعين عليه البقاء في منزل أحد الأصدقاء. في عام 1962، تخرج آيلز من جامعة أوهايو في أثينا، أوهايو، حيث تخصص في الإذاعة والتلفزيون وعمل مديرًا لمحطة الطلاب في دبليو أو يو بي لمدة عامين.

## مسيرته المهنية

### التلفزيون في وقت مبكر
بدأت مسيرة آيلز في التلفزيون في كليفلاند وفيلادلفيا، حيث عمل مساعدًا للإنتاج (1961)، ومنتجًا (1965)، ومنتجًا تنفيذيًا (1967-1968) في قناة كيه واي دبليو، لبرنامج حواري متنوع كان يُنتج محليًا آنذاك، وهو برنامج مايك دوغلاس. واستمر كمنتج تنفيذي للبرنامج عندما عُرض على الصعيد الوطني، وفي عامي 1967 و1968، فاز عنه بجوائز إيمي.
في عام 1967، أجرى آيلز مناقشة حماسية حول التلفزيون في السياسة مع أحد ضيوف البرنامج، ريتشارد نيكسون، الذي رأى أن التلفزيون مجرد حيلة. وفي وقت لاحق، دعا نيكسون آيلز للعمل كمنتج تنفيذي للتلفزيون. كانت حملة نيكسون الرئاسية الناجحة هي أول مغامرة لآيلز في دائرة الضوء السياسية. وقد تم تسجيل عمله الرائد في صياغة قضايا الحملة الوطنية لاحقًا في كتاب بيع الرئيس عام 1968 بقلم جو ماكجينيس.
كان آيلز موظفًا في شركة أخبار التلفزيون وهي خدمة أفلام إخبارية تلفزيونية مشتركة مملوكة لجوزيف كورز، من يناير إلى سبتمبر 1975.

### الاستشارات السياسية
في عام 1984، عمل آيلز في حملة إعادة انتخاب رونالد ريغان. وفي عامي 1987 و1988، نُسب إليه (إلى جانب زميله المستشار لي أتووتر) الفضل في قيادة جورج بوش الأب إلى الفوز في الانتخابات التمهيدية للحزب الجمهوري، وفي انتصاره على مايكل دوكاكيس.

يُنسب إلى آيلز "نظرية حفرة الأوركسترا" فيما يتعلق بالتغطية السياسية المثيرة في وسائل الإعلام الإخبارية، والتي نشأت مع نكتته:
إذا كان لديك رجلان على خشبة المسرح، وقال أحدهما: "لدي حل لمشكلة الشرق الأوسط"، وسقط الرجل الآخر في حفرة الأوركسترا، فمن تعتقد أنه سيكون في نشرة الأخبار المسائية؟ 
كانت الحملة الأخيرة التي قادها آيلز هي الجهود غير الناجحة التي بذلها ريتشارد ثورنبورج في ترشحه لمجلس الشيوخ الأمريكي في ولاية بنسلفانيا في نوفمبر 1991. وأعلن انسحابه من الاستشارات السياسية في عام 1991.
بعد أيام من هجمات الحادي عشر من سبتمبر، نصح آيلز الرئيس جورج دبليو بوش بأن الشعب الأمريكي سيتحلى بالصبر طالما أنهم مقتنعون بأن بوش يستخدم أقسى الإجراءات الممكنة. وقد كُشف عن هذه المراسلات في كتاب بوب وودوارد "بوش في الحرب". وانتقد آيلز وودوارد لتقديمه نصائح سياسية، قائلاً: "لقد أفسد وودوارد كل شيء، كالعادة"، و"السبب في أنه ليس ثريًا مثل توم كلانسي هو أنه بينما هو وكلانسي كلاهما يختلقان الأشياء، فإن كلانسي يقوم بأبحاثه أولاً".  ورفض آيلز إصدار نسخة من المذكرة التي أرسلها إلى بوش.

### كتاب
في عام 1988، كتب آيلز كتابًا مع مساعده القديم جون كراوشار بعنوان أنت الرسالة: أسرار خبراء التواصل. في عام 1989، كتب آيلز كتابًا مع جون كراوشار بعنوان أنت الرسالة: الحصول على ما تريد من خلال كونك من أنت.

### قناة أمريكا توكينغ
عاد آيلز في النهاية إلى التلفزيون، مُركزًا هذه المرة على أخبار الشبكة. في عام 1993، أصبح رئيسًا لشبكة سي إن بي سي، ثم أسس قناة حديث أمريكا، التي أصبحت فيما بعد إم إس إن بي سي. استضاف برنامجًا حواريًا على قناة حديث أمريكا. في عام 1995، استعانت إن بي سي بمكتب محاماة لإجراء تحقيق داخلي بعد أن زُعم أن آيلز وصف المدير التنفيذي في إن بي سي، ديفيد زاسلاف، بأنه "يهودي حقير". لم يُؤكَّد هذا كسبب لرحيله.

### التلفزيون العشرون/فوكس نيوز
تم تعيين آيلز من قبل رئيس شركة نيوز كورب روبرت مردوخ في عام 1996 ليصبح الرئيس التنفيذي لشركة فوكس نيوز، اعتبارًا من 7 أكتوبر.
بعد رحيل لاكلان مردوخ من شركة نيوز كوربوريشن، تم تعيين آيلز رئيسًا لمجموعة محطات تلفزيون فوكس في 15 أغسطس 2005. وبعد مهمته الجديدة، كان أحد أول أعماله هو إلغاء برنامج "الفضيحة الحالية" في سبتمبر 2005 واستبداله بعرض جديد لجيرالدو ريفيرا، جيرالدو آت لارج، والذي ظهر لأول مرة في عيد الهالوين عام 2005. وقد حقق عرض ريفيرا نفس التقييمات تقريبًا التي حققها برنامج "الفضيحة الحالية" في يناير 2007.
عيّن آيلز المدير التنفيذي السابق لشركة فياكوم، دينيس سوانسون، في أكتوبر 2005 رئيسًا لمجموعة محطات فوكس التلفزيونية. كما طرأت تغييرات على برامج الأخبار التابعة، منها توحيد الرسومات على غرار قناة فوكس نيوز، وإعادة تصميم الاستوديوهات، وتغيير صيغة الأخبار، والإعلان عن برنامج تلفزيوني صباحي جديد بعنوان "البرنامج الصباحي مع مايك وجولييت" من إنتاج قناة فوكس نيوز.
في يناير 2011، نشر 400 حاخام، من بينهم قادة من مختلف فروع اليهودية في الولايات المتحدة، رسالة مفتوحة في صحيفة وول ستريت جورنال بمناسبة يوم ذكرى الهولوكوست الذي حددته الأمم المتحدة. ودعوا روبرت مردوخ إلى معاقبة معلق قناة فوكس نيوز، جلين بيك، لاستخدامه الهولوكوست "لتشويه سمعة أي فرد أو منظمة لا تتفق معها". رفض أحد المسؤولين التنفيذيين في فوكس نيوز الرسالة، واصفًا إياها بأنها من عمل "منظمة سياسية يسارية مدعومة من جورج سوروس".  وإن آيلز وصف منتقديه اليهود بـ"الحاخامات اليساريين".
في عام 2011 أيضًا، تعرض آيلز لانتقادات لوصفه المسؤولين التنفيذيين في شبكة الإذاعة الوطنية العامة بـ"النازيين" لطردهم محلل الأخبار خوان ويليامز، بعد أن أدلى الأخير بتصريحات اعتبرتها الإذاعة الوطنية العامة مسيئة. اعتذر آيلز لمجموعة يهودية، وليس لإذاعة الوطنية العامة، لاستخدامه هذا التعبير، وكتب إلى رابطة مكافحة التشهير: "كنتُ أرتجل بالطبع، وما كان ينبغي لي اختيار هذه الكلمة، لكنني كنتُ غاضبًا آنذاك بسبب استعداد الإذاعة الوطنية العامة لفرض رقابة على خوان ويليامز لعدم كونه ليبراليًا بما يكفي... كان رأيي، الذي يُنظر إليه الآن على أنه "متعصب بغيض ومتصلب"، ليُجدي نفعًا أكثر." رحبت رابطة مكافحة التشهير بالاعتذار وقبلته عبر مديرها الوطني، أبراهام فوكسمان؛ وفي رسالة لاحقة إلى صحيفة وول ستريت جورنال، قال فوكسمان إن آيلز وبيك كانا "مناصرين قويين لإسرائيل".
في أكتوبر 2012، جُدد عقد آيلز مع فوكس نيوز لأربع سنوات، حتى عام 2016. وفي حال إتمامه، كان سيشغل منصب رئيس قناة فوكس نيوز لمدة 20 عامًا. ولم يُعلن عن تفاصيل راتبه، على الرغم من أن دخله للسنة المالية 2012 بلغ 21 مليون دولار (حوالي 27.6 مليون دولار في عام 2023) شاملةً المكافآت. بالإضافة إلى رئاسة فوكس نيوز ومحطات فوكس التلفزيونية، ترأس آيلز أيضًا قناة التلفزيون العشرون وشبكتي وشبكة فوكس للأعمال.

#### قضايا التحرش الجنسي
في كتاب نُشر عام 2014، زعم غابرييل شيرمان أنه في الثمانينيات، عرض إيلز على منتجة تلفزيونية زيادة في الراتب إذا وافقت على النوم معه. أنكرت قناة فوكس نيوز هذا الادعاء ورفضت صحة كتاب شيرمان.
في 6 يوليو 2016، رفعت مذيعة قناة فوكس نيوز السابقة، جريتشن كارلسون، دعوى قضائية بتهمة التحرش الجنسي ضد آيلز؛ وكانت مزاعم كارلسون بمثابة دافع لأكثر من اثنتي عشرة موظفة في شركة تونتي فرست سينتشوري فوكس للتحدث عن تجاربهن الشخصية مع سلوك آيلز. زعمت كارلسون أنها طُردت لرفضها عروض آيلز.  أنكر آيلز، من خلال محاميته سوزان إستريتش، التهم الموجهة إليه. بعد ثلاثة أيام، أفادت شيرمان بشهادات من ست نساء (اثنتان علنًا وأربع مجهولات) زعمن تعرضهن للتحرش الجنسي من قِبل آيلز. ردًا على ذلك، أصدر محامي آيلز بيانًا: "لقد أصبح من الواضح أن السيدة كارلسون ومحاميها يحاولان يائسين التقاضي في الصحافة لأنه ليس لديهما قضية قانونية للمرافعة فيها".

#### استقالة
بعد عشرة أيام، أفادت مجلة نيويورك أن مراجعة داخلية لادعاءات كارلسون قد توسعت لتشمل مراجعة أوسع لمسؤولية آيلز. كما زعمت أن روبرت مردوخ وابنيه، لاكلان وجيمس، قد اطلعوا على معلومات كافية في المراجعة الأولية لاستنتاج أن آيلز يجب أن يرحل. ومع ذلك، اختلفوا حول التوقيت؛ أراد جيمس رحيل آيلز فورًا، بينما أراد روبرت ولاكلان الانتظار حتى بعد المؤتمر الوطني الجمهوري. في 19 يوليو، أفادت نيويورك أن ميجين كيلي أخبرت المحققين أن آيلز قام "بتحرشات جنسية غير مرغوب فيها تجاهها" في بداية مسيرتها المهنية. كما ذكرت المجلة أن آل مردوخ وجهوا لآيلز إنذارًا نهائيًا -  الاستقالة بحلول 1 أغسطس أو الطرد.
في 21 يوليو 2016، استقال آيلز من فوكس نيوز، وحصل على حوالي 40 مليون دولار (حوالي 49.8 مليون دولار في عام 2023) من شركة تونتي فرست سينتشوري فوكس (الشركة الأم آنذاك لشركتي تونتي فرست سينتشوري فوكس وفوكس نيوز) في اتفاقية خروج. خلفه روبرت مردوخ في منصب الرئيس التنفيذي، ثم الرئيس التنفيذي المؤقت حتى تعيين بديل دائم. في رسالة إلى مردوخ، كتب آيلز: "لن أسمح لوجودي بأن يصرف انتباهي عن العمل الذي يجب القيام به يوميًا لضمان استمرار فوكس نيوز وفوكس بيزنس في قيادة صناعتنا". شُكر آيلز على عمله، دون ذكر الادعاءات. استمر في تقديم المشورة لمردوخ وتونتي فرست سينتشوري فوكس حتى عام 2017 حتى وفاته.

### ما بعد تلفزيون العشرين وفوكس نيوز
بعد استقالة آيلز، ادعت أندريا تانتاروس في أغسطس 2016 أنها اتصلت بمسؤولي فوكس نيوز بشأن سلوك آيلز تجاهها في عام 2015. وذكرت أن ادعاءاتها أدت أولاً إلى خفض رتبتها، ثم إلى إيقافها عن البث في أبريل 2016. رفعت تانتاروس دعوى قضائية ضد فوكس نيوز في أغسطس 2016 بتهمة التحرش الجنسي، واتهمت أيضًا بيل أوريلي وسكوت براون.
في 8 أغسطس 2016، وصفت شيلي روس، الكاتبة في صحيفة ذا ديلي بيست، تجربتها مع التحرش الجنسي مع آيلز عام 1981. وادعت أن آيلز سألها في اجتماع غداء: "متى اكتشفتِ أنكِ مثيرة؟". وعندما أوضحت روس لآيلز أنها وجدت المحادثة "محرجة للغاية"، أجابها أن "أفضل تعبير عن الولاء يأتي في شكل تحالف جنسي". وفي الشهر التالي، أعلنت شركة تونتي فرست سينتشوري فوكس أنها توصلت إلى تسوية لدعوى قضائية مع كارلسون بشأن مزاعمها بالتحرش ضد آيلز. كما ورد أن شركة تونتي فرست سينتشوري فوكس قد توصلت إلى تسويات منفصلة مع امرأتين أخريين على الأقل تقدمتا بشكاوى ضد آيلز.
في نوفمبر 2016، كتبت مذيعة قناة فوكس نيوز، ميجين كيلي، في كتابها تفاصيل مزاعم الاعتداء الجنسي التي وجهتها ضد آيلز. ووفقًا لكيلي، عندما انضمت إلى فوكس نيوز لأول مرة، كان آيلز يعقد اجتماعات معها، وكان يدلي خلالها بتعليقات جنسية. وتزعم كيلي أنه حاول أيضًا تقبيلها عدة مرات خلال اجتماع مغلق، لكنها تمكنت من الهرب ومغادرة المكتب. وبعد تلك الحادثة في عام 2006، تقول كيلي إن آيلز لم يتحرش بها جنسيًا مرة أخرى. ثم في عام 2016، عندما قدمت جريتشن كارلسون مزاعم الاعتداء الجنسي لأول مرة، ضغطت شركة تونتي فرست سينتشوري فوكس على كيلي للدفاع عن آيلز، وهو ما رفضته.
في عام 2016، بعد أن ترك قناة فوكس نيوز، أصبح مستشارًا للحملة الرئاسية لدونالد ترامب، حيث ساعد في إعداد المناظرة.

## الحياة الشخصية
تزوج آيلز ثلاث مرات. تزوج زوجته الثانية نورما فيرير عام 1980 بعد لقائهما أثناء العمل معًا في برنامج مايك دوغلاس. تبنى آيلز ابنة نورما شون فيرير عند زواجهما، ورافق شون في الممر في حفل زفافها الأول إلى ألكسندر فيسكو في 12 أبريل 2001. ظل نورما وروجر متزوجين حتى عام 1995. تزوج زوجته الثالثة إليزابيث تيلسون (مواليد 1960) في 14 فبراير 1998. كانت سابقًا مديرة تنفيذية في التلفزيون، وكانت مالكة وناشرة الصحف المحلية لولاية نيويورك صحيفة بوتنام كاونتي نيوز آند ريكوردر وصحيفة بوتنام كاونتي كورير. كان لدى روجر آيلز ابن واحد، اسمه زاكاري، من تيلسون. أقامت العائلة في جاريسون، نيويورك، على قطعة أرض على قمة تل في منزل مبني من حجر نهر أديرونداك عبر نهر هدسون من الأكاديمية العسكرية الأمريكية في ويست بوينت. كان لدى آيلز أيضًا مساكن في كريسكيل، نيو جيرسي،  وبالم بيتش، فلوريدا. كان آيلز صديقًا قديمًا للصحفية والشخصية الإعلامية باربرا والترز.

## الأعمال الخيرية

### جامعة أوهايو
في أكتوبر 2007، تبرع آيلز لجامعة أوهايو لتجديد غرفة أخبار طلابية. تخصص آيلز في الإذاعة والتلفزيون أثناء دراسته في جامعة أوهايو، وشغل منصب مدير محطة الإذاعة بالجامعة لمدة عامين. وبدءًا من عام 1994، موّل منحًا دراسية لطلاب جامعة أوهايو في برامج الاتصالات بالجامعة.

### مركز كبار السن في مقاطعة بوتنام
وعد آيلز وزوجته إليزابيث، من خلال مؤسستهما الخيرية "شركة أيه سي آي لتطوير كبار السن"، بتقديم 500,000 دولار أمريكي لاستكمال مشروع مركز رعاية كبار السن في كولد سبرينغ، مقاطعة بوتنام، نيويورك. وقد برزت معارضة محلية لمشاركة آيلز في المشروع بعد نشر اتهامات التحرش الجنسي الموجهة إليه، واستجابةً لتقرير نشرته صحيفة "جورنال نيوز" حول شروط لم يُكشف عنها سابقًا مرتبطة بالهبة المقترحة. وبموجب هذه الشروط، ستكون شركة أيه سي آي بمثابة المقاول العام للمشروع دون أي التزام بإجراء مناقصة تنافسية قبل منح إدارة البناء وغيرها من عقود الباطن.
علاوةً على ذلك، أُعفيت شركة أيه سي آي من أي التزام بدفع الأجور السائدة للعمال في المشروع، ولن يكون للعمال والمقاولين من الباطن أي حق في اللجوء إلى أيه سي آي في حال وجود نزاعات بشأن الدفع، وستُسلم أيه سي آي عملها دون ضمان. كان هناك اعتراض عام واسع النطاق على مشاركة آيلز. في جلسة استماع عامة عُقدت في 2 أغسطس 2016، علّق المجلس التشريعي لمقاطعة بوتنام اعتماد اتفاقية التبرع الخيري المقترحة مع أيه سي آي.  وفي اليوم التالي، سحب آيلز الهبة.

## الوفاة
في مقتطف من كتاب صدر عام 2013 بعنوان "روجر آيلز: بعيدًا عن الكاميرا"، تحدث آيلز عن مواجهة الموت قائلًا: "بسبب إصابتي بالهيموفيليا، كنت مستعدًا لمواجهة الموت طوال حياتي. عندما يحين موعده، سأكون بخير وهادئ. مع ذلك، سأفتقد الحياة، وخاصة عائلتي."
في 10 مايو 2017، سقط آيلز وارتطم رأسه بمنزله في بالم بيتش بولاية فلوريدا. توفي في 18 مايو، بعد ثلاثة أيام من عيد ميلاده السابع والسبعين، متأثرًا بإصابات ناجمة عن السقوط. عزا الطبيب الشرعي لمقاطعة بالم بيتش وفاته إلى ورم دموي تحت الجافية، تفاقم بسبب الهيموفيليا. أعلنت زوجته إليزابيث وفاته في بيان على تقرير درودج.
وقد أشاد كل من جورج بوش الأب، وروبرت مردوخ، وشون هانيتي، وبيل هيمر، وبريت باير، وجيرالدو ريفيرا، ولورا إنغراهام، وكيمبرلي جيلفويل، وجيسي جاكسون، وأينسلي إيرهارت، وشانون بريم، وآل شاربتون، وديفيد أكسلرود، وجانين بيرو، ومارثا ماكالوم، ونيوت جينجريتش، ولو دوبس بإيلز.

## في الثقافة الشعبية
في عام 2018، ظهر آيلز لفترة وجيزة في فيلم آدم ماكاي النائب.
في عام 2019، جسّد راسل كرو شخصية روجر آيلز في مسلسل " الصوت الأعلى" المحدود على قناة شوتايم، إلى جانب نعومي واتس بدور جريتشن كارلسون. وقد فاز كرو بجائزة غولدن غلوب عن هذا الأداء.
في العام نفسه، تلقى جون ليثجو إشادة من النقاد لأداءه دور آيلز في فيلم مفاجأة مذهلة للمخرج جاي روتش، والذي شارك في بطولته أيضًا تشارليز ثيرون في دور ميجين كيلي ونيكول كيدمان في دور جريتشن كارلسون.

## السير الذاتية
- Kerwin Swint (2008). Dark Genius: The Influential Career of Legendary Political Operative and Fox News Founder Roger Ailes. Union Square Press. ISBN:978-1-4027-5445-6.
- David Brock (2012). The Fox Effect: How Roger Ailes Turned a Network into a Propaganda Machine. Anchor. ISBN:978-0-307-27958-3.
- Ze'ev Chafets (2013). Roger Ailes: Off Camera. Sentinel. ISBN:978-1-59523-108-6.
- Gabriel Sherman (2014). The Loudest Voice In The Room: How The Brilliant, Bombastic Roger Ailes Built Fox News – And Divided A Country. Random House. ISBN:978-0-8129-9285-4.

## الأفلام الوثائقية
- فرق تسد: قصة روجر آيلز (فيلم وثائقي، 2018، إخراج أليكسيس بلوم.

## روابط خارجية
- مرات الظهور على سي-سبان
  - مقابلة سؤال وجواب C-SPAN مع Ailes، 19 ديسمبر 2004
- روجر آيلز على موقع Charlie Rose
- روجر آيلز في قاعدة بيانات الأفلام على الإنترنت
- أخبار مُجمّعة وتعليقات عن روجر آيلز في موقع صحيفة نيويورك تايمز.
- الملف الشخصي في متحف اتصالات البث
- مساهمات الحملة من NewsMeat
- محادثة مع روجر آيلز من The Kalb Report، مقابلة فيديو موسعة حول ظهور قناة Fox News وأهدافه المستقبلية في FOX News والتحيز في وسائل الإعلام ( صوت فقط )، سلسلة 2004-2005
- Natural-Born Networker Thomas Hayden، US News & World Report، 31 أكتوبر 2005، الملف الشخصي والأسئلة والأجوبة